# Junerossia copiosa
Junerossia copiosa är en mossdjursart som beskrevs av Dick, Tilbrook och Shunsuke F. Mawatari 2006. Junerossia copiosa ingår i släktet Junerossia och familjen Stomachetosellidae. Inga underarter finns listade i Catalogue of Life.